# Cardigos
Cardigos is een plaats (freguesia) in de Portugese gemeente Mação en telt 1233 inwoners (2001).